# カタリナ・ゲルボルト
カタリナ・アレクサンドロヴナ・ゲルボルト (ロシア語: Катарина Александровна Гербольдт, 英語: Katarina Alexandrovna Gerboldt, Ekaterina Alexandrovna Gerboldt, 1989年3月28日 - ) は、ロシアの女性元フィギュアスケート選手(ペア、女子シングル)。パートナーはアレクサンドル・エンベルト。
2009年欧州選手権6位、2010-2011シーズンからペアに転向。

## 経歴
1989年に当時のソビエト連邦レニングラードで生まれる。ドイツ系ロシア人の両親がカタリナ・ビットのファンだったため、ロシア風のエカテリーナではなくドイツ風のカタリナと名付けられる。
アレクセイ・ミーシンのグループに所属し、2006年には世界ジュニア選手権と世界選手権のロシア代表となる。2008-2009シーズンにはグランプリシリーズに招待出場。ロシア選手権では3位。欧州選手権の出場枠は2つしか無かったが、1位のアデリナ・ソトニコワと2位のエリザベータ・トゥクタミシェワが年齢制限で出場できないために代表に選出された。大会では副鼻腔炎の治療のためのチューブを鼻につけながら演技を行い6位となり、4位に入ったアリョーナ・レオノワと共にロシアの出場枠を「3」に増やした。
2009年春、ミーシンがエフゲニー・プルシェンコとエリザベータ・トゥクタミシェワらの指導に集中することを受けてCSKAモスクワへ移籍、2009-2010シーズンはスヴェトラーナ・ソコロフスカヤの指導を受ける。NRW杯やゴールデンスピンで初めてシニアクラス国際競技会の表彰台に立つものの、ロシア選手権では若手選手が台頭する中で9位に沈む。
2010年3月、ペア転向を試み、サンクトペテルブルクへ戻りタマラ・モスクヴィナのもとでアレクサンドル・エンベルトのペアパートナーのトライアウトを行った。2010-2011シーズン、ペアと組んで初めての国際大会となったニース杯で優勝。ロシア選手権で優勝したタチアナ・ボロソジャル/マキシム・トランコフ組はボロソジャルのウクライナからの移籍後1年を経過していなかった。そのため大会出場の権利を保持しておらず、4位だったが欧州選手権の代表に選出され4位入賞。
2011-2012シーズンのロシア選手権でも4位。2012-2013シーズンはスケートカナダに出場を予定していたが、靭帯を断裂し手術を行った。その影響でシーズン全ての試合を欠場した。2013-2014シーズンには試合に復帰して、ロンバルディアトロフィーで3位。ロシア選手権では7位。このシーズンをもってエンベルトとのペアを解散した。
2014年7月12日、フランス人のブライアン・ジュベールと組むことが報道された。ジュベールとはエフゲニー・プルシェンコ主催のアイスショー『スノーキング』に共に出演した。2015年2月にはオレグ・ワシリエフとの師弟関係を解消。2015年4月には新たにアンドレイ・コシツィンとの練習を始めた。しかし9月23日に競技から引退し、コーチ業を始めることを発表した。

## 主な戦績

### ペア
| 大会/年            | 2010-11 | 2011-12 | 2013-14 |
| ------------------ | ------- | ------- | ------- |
| 欧州選手権         | 4       |         |         |
| ロシア選手権       | 4       | 4       | 7       |
| GPロステレコム杯   | 4       | 5       |         |
| ババリアンオープン |         | 2       | 2       |
| ロンバルディア杯   |         |         | 3       |
| ニース杯           | 1       | 2       |         |

#### 詳細
| 2013-2014 シーズン     |                                                              |         |          |          |
| 開催日                 | 大会名                                                       | SP      | FS       | 結果     |
| 2014年1月29日 - 2月2日 | 2014年ババリアンオープン（オーベルストドルフ）               | 2 56.31 | 2 93.88  | 2 150.19 |
| 2013年12月22日 - 27日  | ロシアフィギュアスケート選手権（ソチ）                       | 7 60.06 | 5 112.31 | 7 172.37 |
| 2013年9月19日 - 22日   | 2013年ロンバルディアトロフィー（セスト・サン・ジョヴァンニ） | 3 54.57 | 3 103.11 | 3 157.68 |

| 2011-2012 シーズン    |                                                  |         |          |          |
| 開催日                | 大会名                                           | SP      | FS       | 結果     |
| 2012年2月2日 - 5日    | 2012年ババリアンオープン（オーベルストドルフ）   | 2 53.41 | 2 104.68 | 2 158.09 |
| 2011年12月24日 - 28日 | ロシアフィギュアスケート選手権（サランスク）     | 5 56.67 | 4 117.72 | 4 174.39 |
| 2011年11月25日 - 27日 | ISUグランプリシリーズ ロステレコム杯（モスクワ） | 7 47.40 | 4 101.54 | 5 148.94 |
| 2011年10月26日 - 30日 | 2011年ニース杯（ニース）                         | 2 55.18 | 1 112.66 | 2 167.84 |

| 2010-2011 シーズン    |                                                    |         |          |          |
| 開催日                | 大会名                                             | SP      | FS       | 結果     |
| 2011年1月24日 - 30日  | 2011年ヨーロッパフィギュアスケート選手権（ベルン） | 5 57.50 | 4 112.45 | 4 169.95 |
| 2010年12月25日 - 29日 | ロシアフィギュアスケート選手権（サランスク）       | 4 61.99 | 5 120.78 | 4 182.77 |
| 2010年11月19日 - 21日 | ISUグランプリシリーズ ロステレコム杯（モスクワ）   | 3 53.62 | 4 106.80 | 4 160.42 |
| 2010年10月13日 - 17日 | 2010年ニース杯（ニース）                           | 1 54.10 | 2 102.92 | 1 157.02 |

### 女子シングル
| 大会/年              | 2003-04 | 2004-05 | 2005-06 | 2006-07 | 2007-08 | 2008-09  | 2009-10 |
| -------------------- | ------- | ------- | ------- | ------- | ------- | -------- | ------- |
| 世界選手権           |         |         | 26      |         |         |          |         |
| 欧州選手権           |         |         |         |         |         | 6        |         |
| 世界国別対抗戦       |         |         |         |         |         | T5 / P12 |         |
| ロシア選手権         |         | 15      | 5       | 12      | 4       | 3        | 9       |
| GPロステレコム杯     |         |         |         |         | 10      |          | 10      |
| GPNHK杯              |         |         |         |         |         | 12       |         |
| NRW杯                |         |         |         |         |         |          | 2       |
| フィンランディア杯   |         |         |         |         |         | 9        | 6       |
| ゴールデンスピン     |         |         |         |         | 3       | 棄権     | 3       |
| 冬季ユニバーシアード |         |         |         | 11      |         | 5        |         |
| ニース杯             |         |         |         | 12      |         |          |         |
| 世界Jr.選手権        |         |         | 10      |         | 9       |          |         |
| ロシアJr.選手権      |         |         |         | 9       | 1       |          |         |
| トリグラフ杯         | 2 J     | 2 J     |         |         |         |          |         |

- J = ジュニアクラス

#### 詳細
| 2009-2010 シーズン    |                                                        |          |          |           |
| 開催日                | 大会名                                                 | SP       | FS       | 結果      |
| 2009年12月24日 - 26日 | ロシアフィギュアスケート選手権（サンクトペテルブルク） | 10 53.50 | 7 82.30  | 9 135.80  |
| 2009年12月10日 - 12日 | 2009年ゴールデンスピン（ザグレブ）                     | 1 53.43  | 3 84.55  | 3 137.98  |
| 2009年12月3日 - 6日   | 2009年NRW杯（ドルトムント）                            | 4 49.10  | 2 93.87  | 2 142.97  |
| 2009年10月22日 - 25日 | ISUグランプリシリーズ ロステレコム杯（モスクワ）       | 9 42.64  | 10 75.13 | 10 117.77 |
| 2009年10月8日 - 11日  | 2009年フィンランディア杯（ヴァンター）                 | 8 52.47  | 7 84.63  | 6 137.10  |

| 2008-2009 シーズン    |                                                        |          |          |           |
| 開催日                | 大会名                                                 | SP       | FS       | 結果      |
| 2009年4月16日 - 19日  | 2009年世界フィギュアスケート国別対抗戦（東京）         | 11 42.42 | 12 69.61 | 12 112.03 |
| 2009年2月18日 - 28日  | 第24回冬季ユニバーシアード（ハルビン）                 | 5 51.88  | 8 86.52  | 5 138.40  |
| 2009年1月9日 - 25日   | 2009年ヨーロッパフィギュアスケート選手権（ヘルシンキ） | 5 48.62  | 8 88.43  | 6 137.05  |
| 2008年12月24日 - 28日 | ロシアフィギュアスケート選手権（カザン）               | 4 50.13  | 3 99.18  | 3 149.31  |
| 2008年11月20日 - 23日 | ISUグランプリシリーズ ロシア杯（モスクワ）             | 12 58.50 | 6 131.81 | 7 190.31  |
| 2008年11月27日 - 30日 | ISUグランプリシリーズ NHK杯（東京）                    | 11 42.42 | 12 71.53 | 12 113.95 |
| 2008年10月9日 - 12日  | 2008年フィンランディア杯（ヴァンター）                 | 9 44.78  | 9 76.67  | 9 121.45  |

| 2007-2008 シーズン     |                                                              |          |          |           |
| 開催日                 | 大会名                                                       | SP       | FS       | 結果      |
| 2008年2月25日 - 3月2日 | 2008年世界ジュニアフィギュアスケート選手権（ソフィア）       | 18 43.09 | 7 83.28  | 9 126.37  |
| 2008年1月30日 - 2月2日 | ロシアジュニアフィギュアスケート選手権（ロストフ・ナ・ドヌ） | 2        | 1        | 1 152.89  |
| 2008年1月3日 - 7日     | ロシアフィギュアスケート選手権（サンクトペテルブルク）       | 6 47.88  | 1 96.76  | 4 144.64  |
| 2007年11月22日 - 25日  | ISUグランプリシリーズ ロシア杯（モスクワ）                   | 6 48.02  | 10 73.08 | 10 121.10 |
| 2007年11月8日 - 11日   | 2007年ゴールデンスピン（ザグレブ）                           | 3 46.58  | 3 85.75  | 3 132.33  |

| 2006-2007 シーズン   |                                            |          |          |           |
| 開催日               | 大会名                                     | SP       | FS       | 結果      |
| 2007年3月7日 - 11日  | 2007年エスミントチャレンジ杯（ハーグ）     | 6 29.44  | 5 60.83  | 5 90.27   |
| 2007年1月17日 - 27日 | 第23回冬季ユニバーシアード（トリノ）       | 11 39.09 | 10 74.67 | 11 113.76 |
| 2007年1月4日 - 7日   | ロシアフィギュアスケート選手権（モスクワ） | 11 37.32 | 12 64.05 | 12 101.37 |
| 2006年11月9日 - 11日 | 2006年ニース杯（ニース）                   | 10 31.02 | 9 56.14  | 12 87.16  |

| 2005-2006 シーズン |                                                            |          |          |          |           |
| 開催日             | 大会名                                                     | 予選     | SP       | FS       | 結果      |
| 2006年3月20日-26日 | 2006年世界フィギュアスケート選手権（カルガリー）           | 13 17.58 | 27 36.59 | -        | 26 172.92 |
| 2006年3月6日-12日  | 2006年世界ジュニアフィギュアスケート選手権（リュブリャナ） | 6 70.40  | 7 45.78  | 10 75.12 | 10 120.90 |

| 2004-2005 シーズン   |                                                           |    |    |      |
| 開催日               | 大会名                                                    | SP | FS | 結果 |
| 2005年4月14日 - 17日 | 2005年トリグラフトロフィー ジュニアクラス（イェセニツェ） | 4  | 2  | 2    |

| 2003-2004 シーズン   |                                                           |    |    |      |
| 開催日               | 大会名                                                    | SP | FS | 結果 |
| 2004年4月14日 - 18日 | 2004年トリグラフトロフィー ジュニアクラス（イェセニツェ） | 1  | 5  | 2    |

## プログラム使用曲
| シーズン  | SP                                                                                  | FS                                                          | EX                                                                                   |
| --------- | ----------------------------------------------------------------------------------- | ----------------------------------------------------------- | ------------------------------------------------------------------------------------ |
| 2013-2014 | ある恋の物語 作曲：カルロス・エレータ・アルマラン                                   | 映画『天使と悪魔』サウンドトラックより 作曲：ハンス・ジマー |                                                                                      |
| 2011-2012 | Gopher Mambo                                                                        | 映画『シェルブールの雨傘』より 作曲：ミシェル・ルグラン     | For Her ボーカル：Zara                                                               |
| 2010-2011 | 映画『シャレード』より 作曲：ヘンリー・マンシーニ                                   | Rhapsody in Rock 作曲：Robert Wells                         | I Hate You, Then I Love You ボーカル：セリーヌ・ディオン、ルチアーノ・パヴァロッティ |
| 2009-2010 | Fanatico by Ari Zakarian and エドウィン・マートン                                   | Infiltrado 作曲：Palio                                      |                                                                                      |
| 2008-2009 | 映画『セブン・イヤーズ・イン・チベット』サウンドトラック 作曲：ジョン・ウィリアムズ | 歌劇『カルメン』より 作曲：ジョルジュ・ビゼー               |                                                                                      |